# 新场第一楼书场
31°01′41″N 121°38′32″E / 31.02809°N 121.64226°E
新场第一楼书场、第一楼茶园，位于中华人民共和国上海市浦东新区新场镇新场大街424号，是上海市文物保护单位。

## 特点
清朝同治末年，当地富户周肃清的先祖在此建造小瓦顶平房一栋。1916年，洪桥港疏浚加筑驳岸时翻平房建为三层楼房，当时为新场镇高度第一，俗称“第一楼”。1930年代起开设书场，占地面积266.28平方米，为砖木结构、四坡顶。1940年至1943年，中共地下党联络站曾设于此，之后设立盐公堂。1985年，新场镇原六家书场调整合并后，第一楼书场为新场镇唯一的书场。2001年底，被列为浦东新区级文物保护单位。2003年10月开始修缮，至2004年6月修复工程全面竣工，现建筑一层保留书场功能。2014年4月4日，上海市人民政府公布其为上海市文物保护单位。